# Liste der Bodendenkmale in der Region Hannover

Region Hannover in Niedersachsen

In der Liste der Bodendenkmale in der Region Hannover sind die Bodendenkmale in der Region Hannover aufgeführt. Die Quelle ist der Denkmalatlas Niedersachsen. Die Angaben in den einzelnen Listen ersetzen nicht die rechtsverbindliche Auskunft der zuständigen Denkmalschutzbehörde.
| Bild | Gemeinde               | Bodendenkmalliste                       | Wappen | Lage | Ortsteile |
| ---- | ---------------------- | --------------------------------------- | ------ | ---- | --- |
|      | Barsinghausen          | siehe Ortsteile                         |        |      | - Bantorf, Barrigsen - Barsinghausen - Eckerde, Egestorf, Göxe - Großgoltern, Groß Munzel - Hohenbostel - Holtensen, Kirchdorf - Landringhausen - Langreder, Nordgoltern, Ostermunzel - Stemmen, Wichtringhausen, Winninghausen |
|      | Burgdorf               | siehe Ortsteile                         |        |      | - Beinhorn - Burgdorf - Dachtmissen - Heeßel - Hülptingsen - Otze - Ramlingen-Ehlershausen - Schillerslage, Sorgensen, Weferlingsen                                                                                             |
|      | Burgwedel              | siehe Ortsteile                         |        |      | - Engensen, Fuhrberg, Großburgwedel - Kleinburgwedel, Oldhorst - Thönse - Wettmar |
|      | Garbsen                | siehe Ortsteile                         |        |      | - Altgarbsen, Auf der Horst, Berenbostel - Frielingen, Garbsen-Mitte, Havelse - Heitlingen, Horst, Meyenfeld - Osterwald Oberende, Osterwald Unterende - Schloss Ricklingen - Stelingen                                         |
|      | Gehrden                | siehe Ortsteile                         |        |      | - Everloh, Ditterke - Gehrden - Leveste, Lemmie - Lenthe - Northen - Redderse |
|      | Hannover               | siehe Ortsteile                         |        |      | - Ahlem - Anderten - Döhren - Hannover - Kirchrode - Klein-Buchholz - Marienwerder - Misburg - In den anderen 43 Ortsteilen sind keine Bodendenkmale ausgewiesen.                                                               |
|      | Hemmingen              | siehe Ortsteile                         |        |      | - Arnum, Devese, Harkenbleck - Hemmingen - Hiddestorf - Ohlendorf, Wilkenburg |
|      | Isernhagen             | siehe Ortsteile                         |        |      | - Altwarmbüchen, Farster Bauerschaft, Hohenhorster Bauerschaft - Kircher Bauerschaft - Kirchhorst - Neuwarmbüchen, Niedernhägener Bauerschaft                                                                                   |
|      | Langenhagen            | Es sind keine Bodendenkmale ausgewiesen |        |      | |
|      | Lehrte                 | siehe Ortsteile                         |        |      | - Ahlten - Aligse, Arpke, Altwarmbüchener Moor - Hämelerwald, Immensen, Kolshorn - Lehrte - Steinwedel - Röddensen, Sievershausen                                                                                               |
|      | Neustadt am Rübenberge | siehe Ortsteile                         |        |      | - Amedorf - Bevensen - Bordenau - Brase - Dudensen - Eilvese - Empede - Esperke - Hagen - Helstorf - Laderholz - Lutter - Luttmersen - Neustadt - Nöpke - Schneeren - Stöckendrebber - Welze - Wulfelade                        |
|      | Pattensen              | siehe Ortsteile                         |        |      | - Hüpede, Jeinsen - Koldingen - Oerie - Pattensen - Reden - Schulenburg (Leine) - Vardegötzen |
|      | Ronnenberg             | siehe Ortsteile                         |        |      | - Benthe - Empelde, Ihme-Roloven, Linderte - Ronnenberg, Vörie, Weetzen |
|      | Seelze                 | siehe Ortsteile                         |        |      | - Almhorst, Dedensen, Döteberg - Gümmer - Harenberg - Kirchwehren - Lathwehren, Lohnde, Letter - Velber |
|      | Sehnde                 | siehe Ortsteile                         |        |      | - Bilm - Bolzum, Dolgen, Evern - Gretenberg, Haimar, Höver - Ilten, Klein Lobke - Müllingen - Rethmar - Sehnde - Wassel - Wehmingen, Wirringen                                                                                  |
|      | Springe                | siehe Ortsteile                         |        |      | - Altenhagen I, Alvesrode, Alferde - Bennigsen - Boitzum - Eldagsen - Gestorf - Holtensen - Mittelrode - Springe - Völksen |
|      | Uetze                  | siehe Ortsteile                         |        |      | - Altmerdingsen - Dedenhausen - Dollbergen, Eltze, Hänigsen - Katensen - Obershagen, Schwüblingsen, Uetze |
|      | Wedemark               | siehe Ortsteile                         |        |      | - Abbensen - Bennemühlen - Berkhof, Bissendorf, Bissendorf-Wietze - Brelingen - Duden-Rodenbostel - Elze - Gailhof, Hellendorf - Meitze - Mellendorf - Negenborn - Oegenbostel, Resse, Scherenbostel - Wennebostel              |
|      | Wennigsen (Deister)    | siehe Ortsteile                         |        |      | - Argestorf - Bredenbeck - Degersen, Evestorf - Holtensen bei Weetzen - Sorsum, Wennigsen, Wennigser Mark |
|      | Wunstorf               | siehe Ortsteile                         |        |      | - Blumenau, Bokeloh, Großenheidorn - Klein Heidorn, Idensen, Kolenfeld - Luthe, Mesmerode - Steinhude - Wunstorf |

Ortsteile in schwarzer Schrift weisen keine Bodendenkmale aus.